# 1. Würzburger Fußballverein 04 1976-1977
Questa voce raccoglie le informazioni riguardanti il 1. Würzburger Fußballverein 04 nelle competizioni ufficiali della stagione 1976-1977.

## Stagione
Nella stagione 1976-1977 il FV Würzburg 04, allenato da Herbert Wenz e Werner Bickelhaupt, concluse il campionato di 2. Bundesliga al 13º posto.

## Rosa
| N. |                      | Ruolo | Calciatore            |
| -- | -------------------- | ----- | --------------------- |
|    | Germania (bandiera)  | P     | Siegfried Scherzer    |
|    | Germania (bandiera)  | P     | Hans-Georg Schur      |
|    | Germania (bandiera)  | D     | Wolfgang Eckert       |
|    | Germania (bandiera)  | D     | Helmut Eckstein       |
|    | Germania (bandiera)  | D     | Werner Endres         |
|    | Germania (bandiera)  | D     | Martin Furkel         |
|    | Germania (bandiera)  | D     | Bernd Göbel           |
|    | Germania (bandiera)  | D     | Friedhelm Groppe      |
|    | Austria (bandiera)   | D     | Hans Schmidradner     |
|    | Germania (bandiera)  | C     | Hans Otto Hiestermann |
|    | Danimarca (bandiera) | C     | Jens Johansen         |
|    | Germania (bandiera)  | C     | Heinz-Dieter Lömm     |

| N. |                     | Ruolo | Calciatore       |
| -- | ------------------- | ----- | ---------------- |
|    | Germania (bandiera) | C     | Heribert Müller  |
|    | Germania (bandiera) | C     | Max Müller       |
|    | Germania (bandiera) | C     | Alfred Röder     |
|    | Germania (bandiera) | A     | Anton Bertel     |
|    | Germania (bandiera) | A     | Matthias Brücken |
|    | Serbia (bandiera)   | A     | Zeljko Crnogorac |
|    | Germania (bandiera) | A     | Lothar Emmerich  |
|    | Germania (bandiera) | A     | Helmut Siebert   |
|    | Germania (bandiera) | A     | Klaus Sterz      |
|    | Germania (bandiera) | A     | Walter Szaule    |
|    | Germania (bandiera) | A     | Peter Thiel      |

## Organigramma societario
Area tecnica
- Allenatore: Werner Bickelhaupt
- Allenatore in seconda:
- Preparatore dei portieri:
- Preparatori atletici:

## Calciomercato

### Sessione estiva
| Acquisti | Acquisti              | Acquisti          | Acquisti |
| R.       | Nome                  | da                | Modalità |
| -------- | --------------------- | ----------------- | -------- |
| C        | Hans Otto Hiestermann | Colonia II        |          |
| A        | Matthias Brücken      | Colonia           |          |
| D        | Wolfgang Eckert       | Jahn Ratisbona    |          |
| A        | Lothar Emmerich       | Schweinfurt 05    |          |
| C        | Max Müller            | Jahn Ratisbona    |          |
| D        | Hans Schmidradner     | Kickers Offenbach |          |
| A        | Klaus Sterz           | Bayreuth          |          |

| Cessioni | Cessioni | Cessioni | Cessioni |
| R.       | Nome     | a        | Modalità |
| -------- | -------- | -------- | -------- |

### Sessione invernale
| Acquisti | Acquisti      | Acquisti | Acquisti |
| R.       | Nome          | da       | Modalità |
| -------- | ------------- | -------- | -------- |
| C        | Jens Johansen | Holbæk   |          |

| Cessioni | Cessioni | Cessioni | Cessioni |
| R.       | Nome     | a        | Modalità |
| -------- | -------- | -------- | -------- |

## Risultati

### 2. Bundesliga

#### Girone di andata
| Arbitro: | Wohlfarth |

|              |           |                 |
| Emmerich 87’ | Marcatori | 12’, 41’ Werner |

| Arbitro: | Kettenbach |

|                                       |           |  |
| Geinzer 1’, 85’ Walitza 44’ Sturz 78’ | Marcatori |  |

| Arbitro: | Kollmann |

|                              |           |  |
| Krause 59’ (rig.) Rausch 75’ | Marcatori |  |

| Arbitro: | Stumpf |

|                       |           |                     |
| Emmerich 15’ Lömm 16’ | Marcatori | 51’ (rig.) Bronnert |

| Arbitro: | Seith |

|                    |           |                                    |
| Kraus 61’ Ruhs 62’ | Marcatori | 33’ (rig.), 85’ Emmerich 82’ Sterz |

| Arbitro: | Therre |

|                     |           |  |
| Emmerich 84’ (rig.) | Marcatori |  |

| Arbitro: | Brückner |

|                                                                            |           |            |
| Kelsch 22’, 55’, 63’ Redl 32’, 65’ Holoch 45’ (rig.) Stichler 46’ Haug 87’ | Marcatori | 19’ Müller |

| Arbitro: | Luca |

|              |           |                            |
| Emmerich 74’ | Marcatori | 79’ (aut.) Göbel 86’ Klein |

| Arbitro: | Ulm |

|  |           |                        |
|  | Marcatori | 72’ Sterz 85’ Emmerich |

| Arbitro: | Engel |

|                                   |           |                      |
| Emmerich 21’ Sterz 72’ Szaule 80’ | Marcatori | 3’ Breuer 29’ Hobner |

| Arbitro: | Langhans |

|                       |           |  |
| Hilkes 13’ Lausen 45’ | Marcatori |  |

| Arbitro: | Ulm |

|            |           |             |
| Eckert 52’ | Marcatori | 57’ Pampuch |

| Arbitro: | Blum |

|  |           |              |
|  | Marcatori | 24’ Emmerich |

| Arbitro: | Röder |

|                        |           |          |
| Emmerich 47’ Sterz 84’ | Marcatori | 21’ Heck |

| Arbitro: | Kuhn |

|                                              |           |           |
| Aumeier 16’, 44’ Vöhringer 18’, 65’ Jörg 54’ | Marcatori | 48’ Sterz |

| Arbitro: | Huster |

|  |           |                                            |
|  | Marcatori | 23’ Ohlicher 25’ (rig.) Elmer 74’ Schmider |

| Arbitro: | Ferro |

|                                          |           |  |
| Lenz 29’ Ney 32’ Nicastro 38’ Diener 78’ | Marcatori |  |

| Arbitro: | Boos |

|                                 |           |            |
| Müller 35’ Sterz 38’ Szaule 90’ | Marcatori | 10’ Schauß |

| Arbitro: | Gaus |

|                                           |           |  |
| Metzger 36’ Kohlhäufl 37’ Falter 41’, 70’ | Marcatori |  |

#### Girone di ritorno
| Arbitro: | Seith |

|                                                   |           |  |
| Feulner 17’, 29’ Dürrschmidt 23’ (rig.) Michl 87’ | Marcatori |  |

| Arbitro: | Ross |

|                   |           |                  |
| Emmerich 29’, 72’ | Marcatori | 35’, 72’ Nüssing |

| Arbitro: | Hontheim |

|            |           |                   |
| Eckert 57’ | Marcatori | 83’ (aut.) Eckert |

| Arbitro: | Joos |

|                                                           |           |              |
| Hofeditz 2’, 56’ Maciossek 60’ Reinbold 87’ Grawunder 89’ | Marcatori | 90’ Emmerich |

| Arbitro: | Frickel |

|                                                 |           |                     |
| Brücken 24’ Hiestermann 31’ Emmerich 52’ (rig.) | Marcatori | 27’ Melzl 89’ Hodel |

| Arbitro: | Stegner |

|  |           |           |
|  | Marcatori | 25’ Thiel |

| Arbitro: | Hellwig |

|                                     |           |              |
| Johansen 8’ Emmerich 39’ Müller 80’ | Marcatori | 63’ Hoffmann |

| Arbitro: | Niebergall |

|                                     |           |              |
| Genz 54’, 63’, 78’ Hofmann 67’, 88’ | Marcatori | 13’ Emmerich |

| Würzburg 5 marzo 1977 28ª giornata | FV Würzburg 04 | 0 – 0 referto | Pirmasens | Stadion an der Frankfurter Straße (5 000 spett.)\| Arbitro: \| Haselberger \| |
| Arbitro:                           | Haselberger    |               |           |                                                                               |

| Arbitro: | Rumbucher |

|                                |           |                        |
| Milardovic 21’, 60’ Breuer 67’ | Marcatori | 35’ Thiel 81’ Emmerich |

| Arbitro: | Langhans |

|           |           |             |
| Göbel 72’ | Marcatori | 71’ Heubeck |

| Arbitro: | Vielsack |

|  |           |                 |
|  | Marcatori | 57’ Hiestermann |

| Arbitro: | Nützel |

|            |           |              |
| Müller 50’ | Marcatori | 61’ Novkovic |

| Arbitro: | Kalenborn |

|                                |           |                                  |
| Vogel 11’ Steiner 25’ Heck 48’ | Marcatori | 45’ Emmerich 58’ Thiel 84’ Sterz |

| Arbitro: | Blum |

|                                    |           |                        |
| Đurić 33’ (aut.) Emmerich 39’, 60’ | Marcatori | 28’ Đurić 70’ Hoffmann |

| Arbitro: | Boos |

|                                                 |           |  |
| Hitzfeld 30’ Ohlicher 48’ Schmider 81’ Jank 87’ | Marcatori |  |

| Arbitro: | Hontheim |

|              |           |            |
| Emmerich 60’ | Marcatori | 14’ Figlus |

| Arbitro: | Binninger |

|           |           |                          |
| Spohr 86’ | Marcatori | 15’, 34’ (rig.) Emmerich |

| Arbitro: | Schumann |

|              |           |            |
| Emmerich 80’ | Marcatori | 40’ Falter |

## Statistiche

### Statistiche di squadra
| Competizione  | Punti | In casa | In casa | In casa | In casa | In casa | In casa | In trasferta | In trasferta | In trasferta | In trasferta | In trasferta | In trasferta | Totale | Totale | Totale | Totale | Totale | Totale | DR  |
| Competizione  | Punti | G       | V       | N       | P       | Gf      | Gs      | G            | V            | N            | P            | Gf           | Gs           | G      | V      | N      | P      | Gf     | Gs     | DR  |
| ------------- | ----- | ------- | ------- | ------- | ------- | ------- | ------- | ------------ | ------------ | ------------ | ------------ | ------------ | ------------ | ------ | ------ | ------ | ------ | ------ | ------ | --- |
| 2. Bundesliga | 37    | 19      | 8       | 8       | 3       | 30      | 25      | 19           | 6            | 1            | 12           | 19           | 56           | 38     | 14     | 9      | 15     | 49     | 81     | -32 |
| Totale        | 37    | 19      | 8       | 8       | 3       | 30      | 25      | 19           | 6            | 1            | 12           | 19           | 56           | 38     | 14     | 9      | 15     | 49     | 81     | -32 |

### Andamento in campionato
| Giornata  | 1  | 2  | 3  | 4  | 5  | 6  | 7  | 8  | 9  | 10 | 11 | 12 | 13 | 14 | 15 | 16 | 17 | 18 | 19 | 20 | 21 | 22 | 23 | 24 | 25 | 26 | 27 | 28 | 29 | 30 | 31 | 32 | 33 | 34 | 35 | 36 | 37 | 38 |
| --------- | -- | -- | -- | -- | -- | -- | -- | -- | -- | -- | -- | -- | -- | -- | -- | -- | -- | -- | -- | -- | -- | -- | -- | -- | -- | -- | -- | -- | -- | -- | -- | -- | -- | -- | -- | -- | -- | -- |
| Luogo     | C  | T  | T  | C  | T  | C  | T  | C  | T  | C  | T  | C  | T  | C  | T  | C  | T  | C  | T  | T  | C  | C  | T  | C  | T  | C  | T  | C  | T  | C  | T  | C  | T  | C  | T  | C  | T  | C  |
| Risultato | P  | P  | P  | V  | V  | V  | P  | P  | V  | V  | P  | N  | V  | V  | P  | P  | P  | V  | P  | P  | N  | N  | P  | V  | V  | V  | P  | N  | P  | N  | V  | N  | N  | V  | P  | N  | V  | N  |
| Posizione | 14 | 20 | 19 | 16 | 14 | 11 | 14 | 16 | 14 | 12 | 15 | 15 | 12 | 10 | 14 | 15 | 15 | 14 | 15 | 15 | 14 | 14 | 17 | 12 | 12 | 12 | 13 | 13 | 15 | 14 | 13 | 13 | 12 | 11 | 13 | 13 | 13 | 13 |

Legenda:

Luogo: C = Casa; T = Trasferta. Risultato: V = Vittoria; N = Pareggio; P = Sconfitta.

### Statistiche dei giocatori
| A. Bertel       | 11 | 0  | 2  | 0 |
| M. Brücken      | 16 | 1  | 2  | 1 |
| Z. Crnogorac    | 2  | 0  | 0  | 0 |
| W. Eckert       | 34 | 2  | 3  | 0 |
| H. Eckstein     | 23 | 0  | 2  | 1 |
| L. Emmerich     | 37 | 24 | 11 | 0 |
| W. Endres       | 22 | 0  | 0  | 0 |
| M. Furkel       | 2  | 0  | 0  | 0 |
| F. Groppe       | 29 | 0  | 0  | 0 |
| B. Göbel        | 36 | 1  | 4  | 0 |
| H. Hiestermann  | 32 | 2  | 2  | 0 |
| J. Johansen     | 18 | 1  | 2  | 0 |
| H. Lömm         | 20 | 1  | 2  | 0 |
| H. Müller       | 36 | 2  | 6  | 0 |
| M. Müller       | 27 | 2  | 5  | 0 |
| A. Röder        | 12 | 0  | 1  | 0 |
| S. Scherzer     | 38 | 0  | 1  | 0 |
| H. Schmidradner | 19 | 0  | 0  | 0 |
| H. Schur        | 2  | 0  | 0  | 0 |
| H. Siebert      | 0  | 0  | 0  | 0 |
| K. Sterz        | 29 | 7  | 2  | 0 |
| W. Szaule       | 26 | 2  | 2  | 0 |
| P. Thiel        | 11 | 3  | 0  | 0 |